# 경쟁규제기관
경쟁규제기관(競爭規制機關)은 정해진 법률에 따라 행정법 및 경쟁법, 소비자보호법을 집행하는 규제 기관이다. 일반적으로 경쟁법을 시행하는 국가에서는 시장의 경쟁에 대한 허용 기준을 정한 표준 약관이 존재하며, 각국의 상황에 따라 경쟁법을 적용하는 기준은 차이가 있다.
때때로 경쟁규제기관은 기업간의 인수 합병 절차 및 기업 연합을 규제하는 역할을 담당하며, 기업의 담합과 독점 행위를 방지하기도 한다. 또한 경쟁법에 의거해 기업 활동에 영향을 미치는 일을 시행하기도 한다.
이외에도 경제 협력 개발 기구와 같은 초국가적인 경쟁규제기관이 존재한다.

## 경쟁규제기관 목록
- 대한민국 공정거래위원회(公正去來委員會)
- 일본 공정거래위원회(公正取引委員会)
- 말레이시아: 경쟁위원회 (말레이어: Suruhanjaya Persaingan Malaysia, 영어:  Malaysia Competition Commision (MyCC)) 말레이어, 영어

## 같이 보기
- 경쟁법
- 소비자보호
- 가격 투명성